# Ruggero II di Foix
Ruggero II di Foix; in francese: Roger II de Foix (verso la metà dell'XI secolo – 1124) fu conte di Foix dal 1071 fino alla sua morte.

## Origine

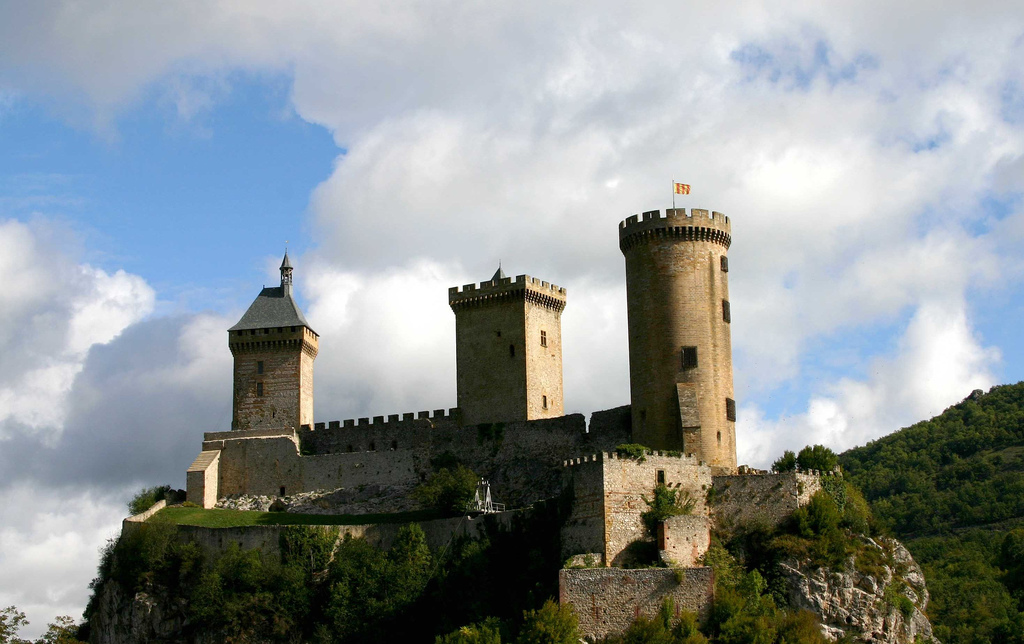
Il castello di Foix

Ruggero era il figlio primogenito del conte di Carcassonne, di Couserans e di Foix, Pietro I Bernardo (come ci informa il documento n° 110 del Recueil des chartes de l'Abbaye de La Grasse. T. I, 779-1119 -Rodgerii comitis filii sui-) e di Letgarda (come ci informa il documento n° 312.I della Histoire Générale de Languedoc, Preuves, Tome V, inerente ad una donazione di Ruggero assieme alla madre), una nobile di origine ignota.
Secondo la Genealogie des comtes de Carcassonne, de Razes et de Foix, Pietro I Bernardo era il figlio maschio terzogenito del conte di Carcassonne e di Couserans, primo Conte di Foix e poi conte di Bigorre, Bernardo Ruggero e della Contessa di Bigorre, Gersenda di Bigorre, che era figlia del conte di Bigorre, Garcia Arnaud e della moglie, Riccarda.

## Biografia
Ruggero compare citato per la prima volta in un documento di data imprecisata, ma posteriore al 1064: il documento n° 110 del Recueil des chartes de l'Abbaye de La Grasse. T. I, 779-1119, è inerente alla rinuncia che Pietro Bernardo conte di Foix (Petrus Bernardi comes de Alberga et de Forcia)e Ruggero (Rodgerii comitis filii sui), rinunciarono ad una requisizione a favore dei monaci di Camon.
Ruggero compare ancora, come consigliere (consilio Rodgerii comitis filii sui), a fianco del padre, Pietro Bernardo (Petrus-Bernardi comes de alberga et de forcia) nel documento n° 291, del 1070, inerente alla vendita di alcuni diritti al monastero di Camon.
Suo padre, Pietro Bernardo, morì nel 1071 e Ruggero gli succedette nella contea di Foix come Ruggero II; in quello stesso anno, Ruggero compare come testimone col titolo di conte di Foix (Rodgarii comitis de Fuxo), nel documento n° 301 delle Preuves de l'Histoire Générale de Languedoc, Tome V, che risolveva il contenzioso tra il conte di Tolosa e d'Albì e marchese di Provenza, Guglielmo IV (Wuiellmum Tolosanum), e il conte di Barcellona, Raimondo Berengario I (Raimundum comitem Barchinonensem), circa il castello di Laurago.

Nel 1074, Ruggero fece due donazioni all'abbazia di Saint-Pons-de-Thomières:
- la prima, assieme alla madre, Letgarda, comprovata dal documento n° 312.I della Histoire Générale de Languedoc, Preuves, Tome V[2]
- la seconda, assieme alla madre, Siccarda, comprovata dal documento n° 312.II della Histoire Générale de Languedoc, Preuves, Tome V[7].

Tra il 1075 ed il 1076, Ruggero, assieme alla moglie Siccarda, secondo il Recueil des chartes de l'abbaye de Cluny. Tome 4, fece due donazioni all'abbazia di Cluny:
- la prima, comprovata dal documento n° 3480, del 1075[8]
- la seconda, comprovata dal documento n° 3500, del 1076[9].

Nel 1095, Ruggero risolse il contenzioso per la proprietà di Carcassonne, cedendo la città alla cugina Ermengarda, la quale diveniva viscontessa di Carcassonne, come riporta il documento n° 388 della Histoire Générale de Languedoc, Preuves, Tome V; molto probabilmente la pace fu raggiunta perché Ruggero II aveva aderito alla Crociata indetta da papa Urbano II, per liberare il Santo Sepolcro, come ci informano le Chroniques romanes des comtes de Foix. Anche la Histoire générale de Languedoc ci conferma che partecipò alla Prima Crociata.
Della partecipazione di Ruggero II alla Crociata non hanno informazioni precise: avrebbe dovuto partire nel 1096, al seguito di Raimondo di Saint-Gilles, ma differì la partenza di alcuni anni e per questo fu scomunicato da Urbano II, e raggiunse la Terra santa, solo dopo la caduta di Gerusalemme, e che fece ritorno, dopo la morte di Raimondo di Saint-Gilles (1105); secondo la Histoire générale de Languedoc, Tome IV, fece ritorno assieme all'ultimogenito, Alfonso Giordano ed alla moglie, Elvira di Castiglia, di Raimondo di Saint-Gilles, dopo il 1106.
Nel 1108 Ruggero era senz'altro nella sua contea, in quanto, in quella data, assieme al figlio, Ruggero, restituì una proprietà all'abbazia di Alet, nel Cantone di Couserans-Est.
Un ultimo documento inerente ad una donazione all'abbazia di Lezat, assieme ai figli, Ruggero, Bernardo e Pietro è il n° 476, del 1121, della Histoire générale de Languedoc.
Ruggero II morì verso il 1124 e, nella contea di Foix, gli succedette il figlio Ruggero (Ruggero III), che al primo di aprile dell'anno successivo, nel documento n° 490 delle Preuves de l'Histoire Générale de Languedoc, Tome V, viene citato col titolo di conte di Foix (Rogerius comes Fuxensis).

## Matrimoni e discendenza
Ruggero aveva sposato, nel 1073, in prime nozze Siccarda, di cui non si conoscono gli ascendenti e che morì verso il 1076; infatti alcuni documenti ne certificano la sua presenza accanto al marito, nel 1074, nel 1075 e nel 1076.
Da Siccarda Ruggero non ebbe discendenza:
Dopo essere rimasto vedovo, Ruggero, secondo il documento n° LXXIII della Histoire générale de Languedoc, Notes, tomus IV, Ruggero contrasse un secondo matrimonio con Stefania di Besalu, che secondo la Histoire générale de Languedoc era una nobile originaria della Bassa Provenza (dame du pays de marches de la Basse Provence), figlia di Guglielmo II Trunus di Besalú e Ripoll, ( † verso il 1066) e della moglie Stefania di Provenza, che era figlia del conte di Provenza e conte di Arles, Goffredo I.
Ruggero da Stefania ebbe quattro figli:
- Ruggero[15] (?- ca. 1148), conte di Foix[16]  ;
- Bernardo[15] ( † verso il 1124) ;
- Pietro[15];
- Raimondo Ruggero, citato nel documento n° 490 della Histoire Générale de Languedoc, Preuves, Tome V[16].

## Ascendenza
|                          |   |                           | Genitori                  |  |  | Nonni |  |  | Bisnonni                 |  |  | Trisnonni            |  |
|                          |   |                           |                           |  |  |       |  |  | Ruggero I di Carcassonne |  |  | Arnaldo di Comminges |  |
|                          |   |                           |                           |  |  |       |  |  | Ruggero I di Carcassonne |  |  | Arnaldo di Comminges |  |
|                          |   | Arsinda di Carcassonne    |                           |  |  |       |  |  | Ruggero I di Carcassonne |  |  |                      |  |
| Bernardo Ruggero di Foix |   |                           |                           |  |  |       |  |  | Ruggero I di Carcassonne |  |  |                      |  |
|                          |   | Adele di Pons             | Bernardo di Melgueil      |  |  |       |  |  |                          |  |  |                      |  |
|                          |   | Adele di Pons             | Bernardo di Melgueil      |  |  |       |  |  |                          |  |  |                      |  |
|                          |   | Adele di Pons             | Sénégonde di Rouergue     |  |  |       |  |  |                          |  |  |                      |  |
| Pietro I di Foix         |   | Adele di Pons             |                           |  |  |       |  |  |                          |  |  |                      |  |
|                          |   | Garcia Arnaldo di Bigorre | Arnaldo di Bigorre        |  |  |       |  |  |                          |  |  |                      |  |
|                          |   | Garcia Arnaldo di Bigorre | Arnaldo di Bigorre        |  |  |       |  |  |                          |  |  |                      |  |
|                          |   | Garcia Arnaldo di Bigorre | …                         |  |  |       |  |  |                          |  |  |                      |  |
| Garsenda di Bigorre      |   | Garcia Arnaldo di Bigorre |                           |  |  |       |  |  |                          |  |  |                      |  |
|                          |   | Riccarda di Astarac       | Garcia Arnaldo di Astarac |  |  |       |  |  |                          |  |  |                      |  |
|                          |   | Riccarda di Astarac       | Garcia Arnaldo di Astarac |  |  |       |  |  |                          |  |  |                      |  |
|                          |   | Riccarda di Astarac       | …                         |  |  |       |  |  |                          |  |  |                      |  |
| Ruggero II di Foix       |   | Riccarda di Astarac       |                           |  |  |       |  |  |                          |  |  |                      |  |
|                          | … | …                         |                           |  |  |       |  |  |                          |  |  |                      |  |
|                          | … | …                         |                           |  |  |       |  |  |                          |  |  |                      |  |
|                          | … | …                         |                           |  |  |       |  |  |                          |  |  |                      |  |
| …                        | … |                           |                           |  |  |       |  |  |                          |  |  |                      |  |
|                          |   | …                         | …                         |  |  |       |  |  |                          |  |  |                      |  |
|                          |   | …                         | …                         |  |  |       |  |  |                          |  |  |                      |  |
|                          |   | …                         | …                         |  |  |       |  |  |                          |  |  |                      |  |
| Letgarda                 |   | …                         |                           |  |  |       |  |  |                          |  |  |                      |  |
|                          |   | …                         | …                         |  |  |       |  |  |                          |  |  |                      |  |
|                          |   | …                         | …                         |  |  |       |  |  |                          |  |  |                      |  |
|                          |   | …                         | …                         |  |  |       |  |  |                          |  |  |                      |  |
| …                        |   | …                         |                           |  |  |       |  |  |                          |  |  |                      |  |
|                          |   | …                         | …                         |  |  |       |  |  |                          |  |  |                      |  |
|                          |   | …                         | …                         |  |  |       |  |  |                          |  |  |                      |  |
|                          |   | …                         | …                         |  |  |       |  |  |                          |  |  |                      |  |
|                          |   | …                         |                           |  |  |       |  |  |                          |  |  |                      |  |

### Fonti primarie
- (LA)  Histoire Générale de Languedoc, Tome IV, Notess.
- (LA)  Histoire Générale de Languedoc, Preuves, Tome V.
- (LA)  Recueil des chartes de l'Abbaye de La Grasse. T. I, 779-1119.
- (LA)  Recueil des chartes de l'abbaye de Cluny. Tome 4.

### Letteratura storiografica
- (FR)  Histoire du Comté et de la Vicomté de Carcassonne.
- (FR)  Histoire générale de Languedoc, tomus II.
- (FR)  Chroniques romanes des comtes de Foix.